# Altarstein von Mallia
Der Altarstein von Mallia ist ein Block aus hartem Kalkstein (griechisch Σιδερόπετρα Sideropetra) mit einer Inschrift in Kretischen Hieroglyphen. Er wurde 1937 von einem Bauern auf einem Feld eines Ortes namens Stenchkas (Στενχκάς) oder Kalchmatis (Καλχμάτης) an der alten türkischen Straße von Mallia nach Neapolis auf Kreta gefunden und 1938 von Fernand Chapouthier beschrieben. Louis Olivier und Jean-Pierre Godard führen den Altarstein aus dem Gebiet Tarmaros (Τάρμαρος), der sich heute im Archäologischen Museum in Iraklio befindet, als Nummer 328 ihres Inventars der Kretischen Hieroglypheninschriften auf.
Der grob bearbeitete Altarstein hat eine nach unten spitz zulaufende Form und an der Oberseite eine halbkugelförmige Vertiefung. Die Hieroglypheninschrift an einer Seite des Steins wurde senkrecht zur oberen Ebene der Vertiefung angebracht. Sie ist 20 cm lang und 15 bis 18 mm breit. Die Inschrift besteht aus 15 Glyphen, von denen 3 jeweils zweimal vorkommen, und einem Markierungsstrich an der oberen Seite in Richtung halbkugelförmiger Vertiefung. Von den 12 Einzelglyphen weisen einige Ähnlichkeiten zu den Glyphen auf der Axt von Arkalochori und dem Diskos von Phaistos auf.
Fernand Chapouthier nahm eine Leserichtung der Inschrift von oben, von der Vertiefung, nach unten an, wobei der einzelne Strich als Markierung des Anfangs des Textes diente. Demgegenüber sieht Fred C. Woudhuizen in dem Strich die Endmarkierung der Inschrift. In Bezug zu Luwischen Hieroglyphen mit semitischem Einfluss übersetzte er den Text wie folgt: „Dieser beschriftete Altarstein für Balusitis, Lieferung: Scheria“ (Transliteration: ta1-ya ḪWIḪAWA-sa5-wa1 pa5-lu-zí-ti8 te-lu sa5-ḫár-wa1/). Der Mannes- oder Gottesname Balusitis setzt sich dabei nach Woudhuizen aus semitisch baʿal „Herr, Herrscher“ und luwisch ziti- „Mann“ zusammen. Den Ort Scheria identifizierte er in Bezug zu anderen Inschriften als Gebiet des heutigen Agia Triada in Südkreta.